# Napeogenes apulia
Napeogenes apulia är en fjärilsart som beskrevs av William Chapman Hewitson 1858. Napeogenes apulia ingår i släktet Napeogenes och familjen praktfjärilar. Inga underarter finns listade i Catalogue of Life.

## Bildgalleri

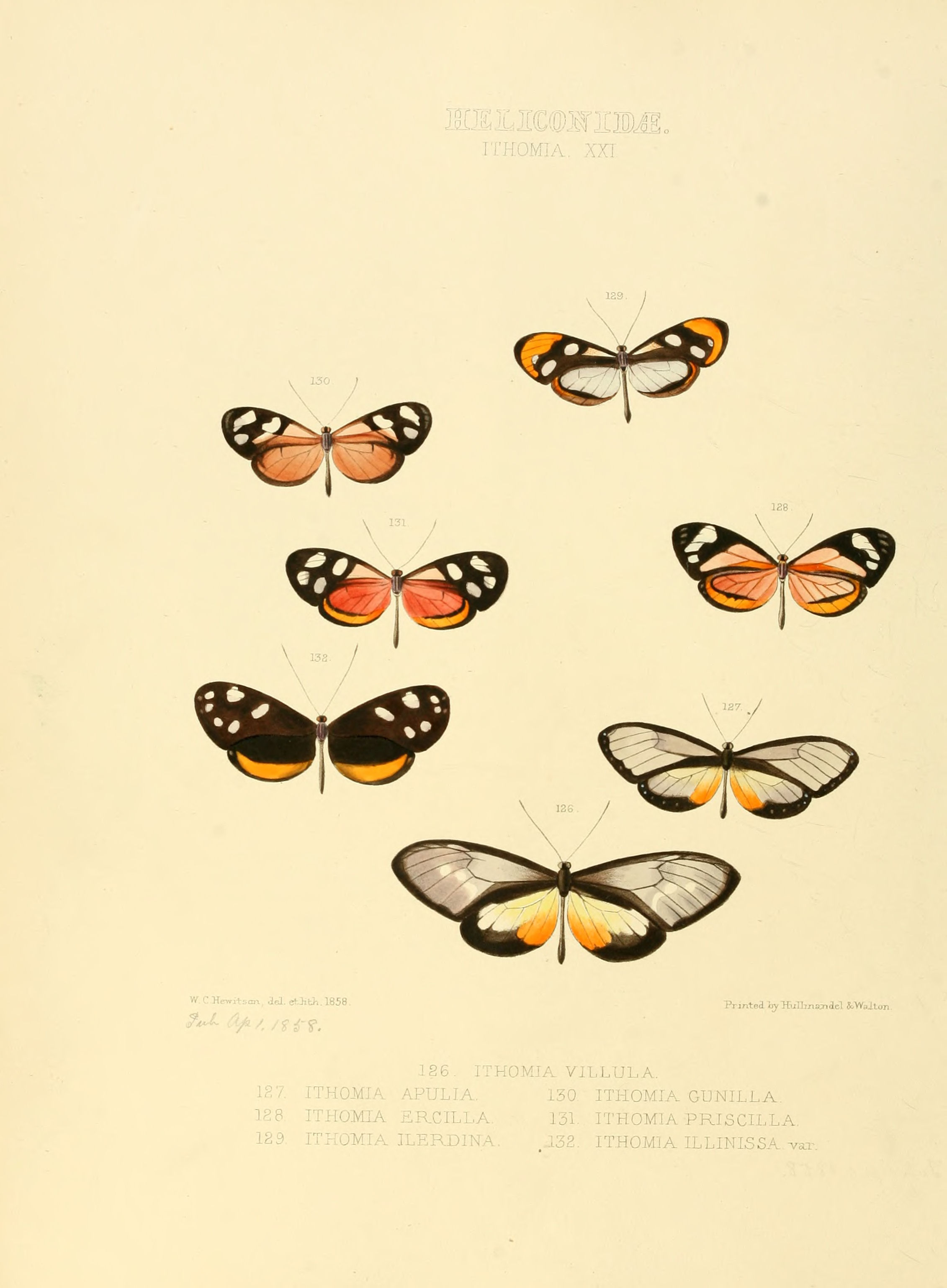